# Frederiksværk (gemeente)
Frederiksværk is een voormalige gemeente in Denemarken. De oppervlakte bedroeg 89,56 km². De gemeente telde 20.340 inwoners waarvan 10.196 mannen en 10.144 vrouwen (cijfers 2005). 
Op 1 januari 2007 is de gemeente overgegaan in de nieuwe gemeente Frederiksværk-Hundested, sinds 2008 Halsnæs geheten.

## Geboren
- Thomas Frank (9 oktober 1973), voetbaltrainer van Brentford FC
- Anila Mirza (8 oktober 1974), zangeres, bekend van Toy-Box
- Kim Christensen (8 mei 1980), voetballer
- Sofie Bredgaard (18 januari 2022), voetbalster